# 콘스탄스 폴스런드
콘스탄스 폴스런드(Constance Forslund, 1950년 6월 19일 ~ )는 미국의 배우, 연극 배우, 텔레비전 배우, 영화배우이다.
샌디에이고에서 태어났다.

## 영화
- 더 파 사이드 오브 제리초 (2006년)
- 저주받은 도시 (1995년)
- 베이비 붐 (1987년)
- 지옥의 7인 (1983년)
- 사랑의 유람선 (1977년)
- 추억 (1973년)
- 원 라이프 투 리브 (1968년)